# Kapsinolol
Kapsinolol je beta bloker izveden iz nonimavida. To je prvi beta blokator sa asociranom aktivnošću oslobađanja peptida vezanih za kalcitonin u srcu.